# Spělkov
Spělkov (deutsch Spielkau) ist eine Gemeinde in Tschechien. Sie liegt neun Kilometer südwestlich von Polička und gehört zum Okres Žďár nad Sázavou.

## Geographie
Spělkov befindet sich im Südosten der Saarer Berge rechtsseitig über dem Tal der Svratka an deren Zufluss Spělkovský potok. Das mährische Dorf liegt südlich der entlang der Svratka verlaufenden historischen Landesgrenze zu Böhmen. Nördlich erhebt sich der Na Lunáku (624 m), im Süden der Strom (Stromberg, 771 m), südwestlich der Buchtův kopec (Löwenberg, 813 m) und Vysoký kopec (Hoher Berg, 806 m), im Nordwesten der Hatě (655 m).
Nachbarorte sind Pustá Rybná, Maděra und Landráty im Norden, Telecí im Nordosten, Kutiny, Borovnice und Lačnov im Südosten, Javorek, Jimramovské Paseky und Daňkovice im Süden, Podlesí im Südwesten, Krásné im Westen sowie Mrhov und Světy im Nordwesten.

## Geschichte
Spělkov wurde im 13. Jahrhundert im Zuge der Kolonisation der Urwälder an der mährisch-böhmischen Grenze durch die Herren von Medlov gegründet. Die erste urkundliche Erwähnung von Spielkowicz erfolgte im Jahre 1392, als Wilhelm I. von Pernstein im Zuge seiner Vermählung seiner Ehefrau Markéta von Jakubov mehrere Dörfer als Aussteuergut überschrieb. 1437 sicherte Johann von Pernstein auf gleiche Weise seine Frau Barbara von Waldstein. Spielkowicz war zuerst dem Richter von Bystřice unterstellt und ab 1483 wurde für Krásné und Spielkowicz ein eigener Richter eingesetzt. In Ortssiegel von Spielkowicz existiert seit 1483. Bei der Teilung der Herrschaft Pernstein durch Wilhelm II. von Pernstein gehörte Spielkowicz ab dem Jahre 1500 zum Neustadtl-Ingrowitzer Anteil. 1631 bestand Spielkowicz aus sieben Bauernwirtschaften. Nach Beendigung des Dreißigjährigen Krieges sind im Hufenregister nur noch fünf Wirtschaften aufgeführt. Nachfolgend wuchs das Dorf und 1840 lebten in Spielkau 376 Menschen. Dies war die höchste Einwohnerzahl in der Geschichte des Dorfes.
Nach der Aufhebung der Patrimonialherrschaften bildete Spělkov / Spielkau ab 1850 eine Gemeinde im politischen Bezirk Neustadtl. 1880 errichtete die reformierte Gemeinde westliches des Dorfes einen Friedhof.
Im Jahre 1930 hatte Spělkov 206 Einwohner.1949 wurde die Gemeinde dem Okres Polička zugeordnet. Seit 1961 gehört sie zum Okres Žďár nad Sázavou. Spělkov ist heute ein Erholungsort. Lediglich 16 der 38 Häuser werden dauerhaft zu Wohnzwecken genutzt. Außerdem bestehen in der Umgebung des Dorfes elf Ferienhütten.

## Gemeindegliederung
Für die Gemeinde Spělkov sind keine Ortsteile ausgewiesen.

## Sehenswürdigkeiten
- Glockenturm
- Geschützte Linden